# Volvarina nuriae
Volvarina nuriae is een slakkensoort uit de familie van de Marginellidae. De wetenschappelijke naam van de soort is voor het eerst geldig gepubliceerd in 1999 door Moreno & Burnay.